# Judo en los Juegos Panafricanos de 2011
El torneo de judo en los Juegos Panafricanos de 2011 se realizó en Maputo (Mozambique), entre el 4 y el 6 de septiembre. En total se disputaron en este deporte catorce pruebas diferentes, siete masculinas y siete femeninas.

## Resultados

### Masculino
| Evento  | Oro                         | Plata                     | Bronce                                                   |
| ------- | --------------------------- | ------------------------- | -------------------------------------------------------- |
| –60 kg  | Lyes Saker Argelia          | Eniafe Solomon Nigeria    | Mohamed El-Kawisah Libia Nayr Garcia Pedro Angola        |
| –66 kg  | Ahmed Awad · Egipto         | Yusef Nuari Argelia       | Siyabulela Mabulu Sudáfrica Husem Jalfaui Túnez          |
| –73 kg  | Larbi Grini Argelia         | Gideon van Zyl Sudáfrica  | Nsa Bassey-Isa · Nigeria · Husein Hafiz · Egipto         |
| –81 kg  | Abderahman Benamadi Argelia | Angelo António Angola     | Fetra Ratsimiziva Madagascar Jude Solomon Nigeria        |
| –90 kg  | Hesham Mesbah · Egipto      | Lyes Buyacub Argelia      | Dieudonne Dolassem Camerún Kinapeya Kone Costa de Marfil |
| –100 kg | Franck Moussima Camerún     | Ramadan Darwish · Egipto  | Yasin Meskin Argelia Kambere Shabani R. D. del Congo     |
| +100 kg | Faisal Yabalá Túnez         | Islam El-Shehabi · Egipto | Joseph Bebeze Camerún Bilal Zuani Argelia                |

### Femenino
| Evento | Oro                         | Plata                     | Bronce                                               |
| ------ | --------------------------- | ------------------------- | ---------------------------------------------------- |
| –48 kg | Amani Jalfaui Túnez         | Sandrine Ilendou Gabón    | Franka Audu Nigeria Sabrina Saidi Argelia            |
| –52 kg | Soraya Hadad Argelia        | Ngandeu Weyinjam Camerún  | Victoria Agbodobiri Nigeria Esther Sando Zambia      |
| –57 kg | Nesria Yelasi Túnez         | Hortence Diédhiou Senegal | Grace Deutcho Camerún Raisa Lebomie Gabón            |
| –63 kg | Séverine Nébié Burkina Faso | Esther Augustine Nigeria  | Kahina Saidi Argelia Fary Seye Senegal               |
| –70 kg | Huda Miled Túnez            | Antónia Moreira Angola    | Felicité Mbala Camerún Winifred Gofit Nigeria        |
| –78 kg | Hana Maregni Túnez          | Honorine Mafeguim Camerún | Georgette Sagna Senegal Amina Temar Argelia          |
| +78 kg | Nihel Sheij Ruhu Túnez      | Sonia Aselah Argelia      | Dechantal Fokou Ntolack Camerún Monica Sagna Senegal |

## Medallero
| Núm. | País            | Oro | Plata | Bronce | Total |
| ---- | --------------- | --- | ----- | ------ | ----- |
| 1    | Túnez           | 6   | 0     | 1      | 7     |
| 2    | Argelia         | 4   | 3     | 5      | 12    |
| 3    | Egipto          | 2   | 2     | 1      | 5     |
| 4    | Camerún         | 1   | 2     | 5      | 8     |
| 5    | Burkina Faso    | 1   | 0     | 0      | 1     |
| 6    | Nigeria         | 0   | 2     | 5      | 7     |
| 7    | Angola          | 0   | 2     | 1      | 3     |
| 8    | Senegal         | 0   | 1     | 3      | 4     |
| 9    | Gabón           | 0   | 1     | 1      | 2     |
| 9    | Sudáfrica       | 0   | 1     | 1      | 2     |
| 11   | Costa de Marfil | 0   | 0     | 1      | 1     |
| 11   | Libia           | 0   | 0     | 1      | 1     |
| 11   | Madagascar      | 0   | 0     | 1      | 1     |
| 11   | R. D. del Congo | 0   | 0     | 1      | 1     |
| 11   | Zambia          | 0   | 0     | 1      | 1     |
|      | TOTAL           | 14  | 14    | 28     | 56    |